# 50 (numero)
Cinquanta (cf. latino quinquaginta, greco πεντήκοντα) è il numero naturale dopo il 49 e prima del 51.

## Proprietà matematiche
- È un numero pari.
- È un numero composto da 6 divisori: 1, 2, 5, 10, 25, 50. Poiché la somma dei divisori (escluso il numero stesso) è 43 < 50, è un numero difettivo.
- È il più piccolo numero che possa essere espresso come la somma di due quadrati in due modi differenti, 50 = 12 + 72 = 52 + 52.
- È la somma dei tre quadrati, 50 = 32 + 42 + 52.
- È la somma dei primi 4 numeri triangolari e dei primi 4 numeri quadrati, 1 + 3 + 6 + 10 + 1 + 4 + 9 + 16 = 50.
- Può essere scritto come la somma di 4 diverse coppie di numeri primi:

{\displaystyle 50=3+47=7+43=13+37=19+31\,}. Vedi congettura di Goldbach. E di 2 quadruple di numeri primi:
{\displaystyle 50=2+5+7+17+19=3+11+13+23}
- È un numero di Harshad.
- È un Numero piramidale esagonale.
- È un numero nontotiente.
- È un numero noncototiente.
- È un numero ondulante nel sistema di numerazione posizionale a base 3 (1212) e a base 7 (101).
- È un numero palindromo nel sistema posizionale a base 7 e in quello a base 9 (55). In quest'ultima base è altresì un numero a cifra ripetuta.
- È un numero odioso.
- È parte delle terne pitagoriche (14, 48, 50), (30, 40, 50), (50, 120, 130), (50, 624, 626).

## Astronomia
- 50P/Arend è una cometa periodica del sistema solare.
- 50 Virginia è un asteroide della fascia principale del sistema solare.
- NGC 50 è una galassia lenticolare della costellazione della Balena.

## Astronautica
- Cosmos 50 è un satellite artificiale russo.

## Chimica
- È il numero atomico dello stagno (Sn).

## Fisica
- È il quinto numero magico in fisica nucleare

## Religione
- L'anno giubilare ricorre ogni 50 anni.
- Se nella bibbia ebraica, nel primo libro, procediamo dalla sesta lettera, la tav, a saltare 50 lettere, risulterà in sequenza che si formerà la parola Torah, תורה. La sequenza è 6-56-106-156.

### Numerologia
- Nell'antica Roma il numero 50 era spesso usato per rappresentare la Giustizia (infatti indica la metà esatta di 100).

### Storia
- È il numero di stelle sulla bandiera degli Stati Uniti d'America dal 1960. Ogni stella rappresenta uno stato.

### Smorfia
- Nella smorfia il numero 50 è il pane.

## Geografia
50 sono gli stati federati degli Stati Uniti: Alabama, Alaska, Arizona, Arkansas, Colorado, Connecticut, Delaware, Florida, Georgia, Hawaii, Idaho, Illinois, Indiana, Iowa, California, Kansas, Kentucky, Louisiana, Maine, Maryland, Massachusetts, Michigan, Minnesota, Mississippi, Missouri, Montana, Nebraska, Nevada, New Hampshire, New Jersey, New Mexico, New York, Carolina del Nord, Dakota del Nord, Ohio, Oklahoma, Oregon, Pennsylvania, Rhode Island, Carolina del Sud, Dakota del Sud, Tennessee, Texas, Utah, Vermont, Virginia, Washington, Virginia Occidentale, Wisconsin e Wyoming.

## Convenzioni

### Calendario
- Una coppia che è stata sposata per 50 anni ha raggiunto il suo anniversario di nozze d'oro.

## Sport
- 50 era il numero usato dal motociclista Jason Dupasquier in Moto3. Il numero è stato ritirato dopo la sua morte nel 2021.

## Termini derivati
- cinquantenario
- cinquantina
- cinquantenne
- cinquantennio

## Altri ambiti
- Vespa 50 Special è il leggendario motociclo della Piaggio che ha ispirato anche una canzone dei Lùnapop.
- Cassette 50 (pubblicata in Spagna con il nome Galaxy 50 - 50 Excitantes Juegos) è una raccolta di videogiochi.